# Росэнергомаш
«Росэнергома́ш» — российский концерн, объединяющий в себе несколько электротехнических заводов  России. Штаб-квартира — в Москве.
Генеральный директор компании — Мидза Юрий Владимирович.

## Деятельность
Основная продукция «Росэнергомаша» — электромашины, низковольтные электродвигатели, промышленная электроаппаратура. В состав компании входят следующие предприятия:
- Коломенский завод тяжелого станкостроения (Коломна, Россия)[4]

## Благотворительность
«Росэнергомаш» часто выступает спонсором различных спортивных мероприятий, в частности, являясь спонсором Олимпийского комитета России, принимает участие в программах поддержки юных гимнасток и детского хоккея.